# Lovehunter
Lovehunter — второй студийный альбом группы Whitesnake, записанный и выпущенный в 1979 году. Для записи альбома группа отправилась в Clearwell Castle, Глостершир, где воспользовалась услугами мобильной студии Rolling Stones. Сведение альбома проходило в лондонской студии Central Recorders Studio and Sauna. Альбом достиг двадцать девятой позиции в UK Albums Chart

## Об альбоме
Открывающая альбом песня «Long Way from Home» была выпущена в качестве сингла. Сингл достиг 55 позиции в английском чарте.
В 2006 году EMI переиздала альбом на CD, добавив четыре бонус-трека. Бонус-треками стали композиции, записанные 29 марта 1979 года в программе Энди Пиблса на BBC Radio 1: инструментал «Belgian Tom’s Hat Trick», написанный гитаристом Миком Муди, «Love to Keep You Warm» и «Trouble», выпущенные на предыдущем альбоме «Trouble», а также кавер-версия песни Майкла Прайса и Дэна Уэлша «Ain’t No Love in the Heart of the City» с мини-альбома Snakebite.

## Обложка
На обложке альбома изображена голая девушка, оседлавшая большую змею. Обложка была нарисована художником Крисом Ахиллеосом, работающим в жанре фэнтези.
Откровенная обложка доставила Ахиллеосу немало проблем, и он многие годы отказывался от рисования альбомных обложек. Оригинальная иллюстрация Lovehunter была украдена в 80-х.
Аналогичная идея была использована тремя годами ранее клавишником Джоном Лордом для обложки своего сольного альбома Sarabande, где изображён Уроборос, обхваченный тремя голыми девушками.

## Список композиций
Сторона А
1. «Long Way from Home» (Дэвид Ковердэйл) — 4:58
2. «Walking in the Shadow of the Blues» (Ковердэйл, Берни Марсден) — 4:26
3. «Help Me Thro' the Day» (Леон Расселл) — 4:40
4. «Medicine Man» (Ковердэйл) — 4:00
5. «You 'n' Me» (Ковердэйл, Марсден) — 3:25

Сторона Б
1. «Mean Business» (Ковердэйл, Мики Муди, Марсден, Нил Мюррэй, Джон Лорд, Дэйв Доул) — 3:49
2. «Love Hunter» (Ковердэйл, Муди, Марсден) — 5:38
3. «Outlaw» (Ковердэйл, Марсден, Лорд) — 4:04
4. «Rock 'N' Roll Women» (Ковердэйл, Муди) — 4:44
5. «We Wish You Well» (Ковердэйл) — 1:39

бонус-треки CD-издания 2006 года
1. «Belgian Tom’s Hat Trick» (Муди) — 3:40
2. «Love to Keep You Warm» (Ковердэйл) — 3:30
3. «Ain't No Love in the Heart of the City» (Майкл Прайс, Дэн Уэлш) — 4:54
4. «Trouble» (Ковердэйл, Марсден) — 4:30

Треки 11-14 — BBC Radio 1 Sessions 29 марта 1979 года.

## В записи участвовали
- Дэвид Ковердэйл — вокал,
- Мики Муди — гитара, бэк-вокал
- Берни Марсден — гитара, бэк-вокал, дополнительный вокал на «Long Way From Home», основной вокал на «Outlaw»
- Джон Лорд — клавишные
- Нил Мюррэй — бас-гитара
- Дэйв Доул — ударные